# わかぶな高原スキー場
わかぶな高原スキー場（わかぶなこうげんスキーじょう）は、かつて新潟県岩船郡関川村にあったスキー場。2018-2019シーズンの営業が最後となった。

## 沿革
冬季閉鎖する村営牧場の多目的利用を計画していた関川村において、住友建設（当時）のグループ会社スミコ・リゾートが建設、運営を行う民活導入型により1987年（昭和62年）にオープンした。複数のレストランや1,300台収容の駐車場がオープン当初から設けられ、周辺の温泉地（荒川峡温泉郷）の利用を図るため宿泊施設は設けられなかった。
利用客は1996年（平成8年）の8万8千人をピークに減少。2004年（平成16年）、経営悪化により三井住友建設の子会社スミコ・リゾートが撤退を表明し存続が危ぶまれたが、村民有志が設立した株式会社「わかぶな高原」にスキー場運営が引き継がれた。　
しかし、その後も競技人口の減少や小雪の影響から利用者減少に歯止めが掛からず経営は悪化。関川村は運営会社に対し赤字脱却の計画を示すように求めていた。しかし経営は改善されず、2019年（令和元年）5月、関川村議会臨時会議にて村長はスキー場の電気代を肩代わりするための補正予算案を提出するとともに、現運営会社に対する今後の財政支援停止を表明、別の企業がスキー場を運営したいと問い合わせがあった場合は前向きに検討したいとした。
2019-2020年シーズンは雪不足で1日も営業できてなく、2020年（令和2年）1月、関川村は現運営会社に対し、安心して施設の運営を任せられないとして次年度以降スキー場施設使用貸借契約の更新はしない旨を通知した。営業を続けたい現運営会社は関川村と交渉を行ったが、関川村は具体的な改善案がなかったとして8月末で交渉を打ち切り現運営会社にスキー場施設からの立ち退きを指示した。これにより2020-2021年シーズンの営業は困難となり休業となった。
2021年（令和3年）1月、関川村は新潟日報の取材に応じ、わかぶな高原スキー場について直営する考えがなくリフト設備などを撤去しスキー場としては閉鎖することが報じられ、2019-2020年シーズンに雪不足で営業できなかったまま閉鎖となった。敷地は31人の共有地で閉鎖時には年600万円で関川村が借り上げていたが、賃借期限の2022年7月までに地権者に返還される予定である。跡地につて村長は「土地は返還するが、（レストハウスなど）利用価値がある施設は残したい」とし、土地の返還後村と地権者が双方でどうすべきかを考えたいと語った。
跡地を含む周辺の山林では、東急不動産による風力発電所建設が計画されている。

## ゲレンデ

### 初級
- エンジョイコース
- トレーニングコース
- わかぶなコース:1200mの最長コース。スノーパークが併設されている。
- トレッキングコース:道の狭い林間コース。
- チビッコ広場

### 中級
- パノラマコース
- スウィートコース
- スカイラインコース

### 上級
- アクティブコース:圧雪されないことも多い最大斜度34度の急斜面のコース。
- ハイテックコース:圧雪されないことも多い最大斜度34度の急斜面のコース。

## 施設
- クワッドリフト1基、ペアリフト3基
- スキーセンター（レストランあり）、レストハウス（レストランあり）
- 駐車場（合計1200台）

## 主な大会・イベント

### ICI Cup ジャイアントスラローム大会
NST主催でICI石井スポーツの特別協賛で開催されるアマチュアを対象としたジャイアントスラロームの大会。10数年と長く続いている大会である。

### 下越スキー技術選手権
2007年より行われているICI石井スポーツ主催の下越スキー技術選手権の会場の一つとなっている。選手権は3連戦となっており、他に国設胎内スキー場、NINOHJI SNOW PARK NINOXが会場として使用される。

### OH TWO FIVE Air & Jib Session
OH TWO FIVE主催のスノーボーダー、スキーヤー混合ジャンプ大会。。オープンクラス、チャレンジクラス、ガールズクラスの3クラスが開催され、オープンクラスは12m程度のビッグキッカー、その他は8m程度のミディアムキッカーを使用する。

## サービスなど

### SUNDAY DJ
日曜日に限りレストハウス2階のレストランウィズ内にスタジオを設置して、ラジオ番組のようにトークやリクエスト曲を流すなどの放送をスキー場内に発信している。

### blog
すべっ太クンBlogとDigggerBlogの2つのブログを配信しており、それぞれすべっ太クンBlogにはスキー場の日常やレストランの情報が、DigggerBlogにはキッカーやレールといったスノーパークのアイテムの情報が書かれている。2016年10月に移設統合しすべっ太クンBlogのみとなる。

### 片道持ちますキャンペーン
荒川胎内ICまで高速道路を利用した来場者に対してリフト券の割引サービスを行っている。

### 有資格者優待制度
SAJやJSBA、SIAの資格（1級やゴールド以上）を有している者に対して割引サービスを行っている。

## その他

### 下越共同企画
下越地方にある国設胎内スキー場、ぶどうスキー場、わかぶな高原スキー場、NINOHJI SNOW PARK NINOX、三川温泉スキー場の五つのスキー場が合同でいくつかのサービスを行っている。
- シーズン券に関するもの
  - 五つのスキー場のどれかのスキー場のシーズン券を持っていると他のスキー場で1日券が割引される。
  - 「下越エリアスキー・スノボ感謝の日」に他のスキー場で無料で滑れる。
- 下越スキー場ラリー
  - 五つのスキー場の1日券を各1枚ずつ集めると何れかのスキー場の1日券と交換できる。

## アクセス
- 鉄道
  - JR羽越本線坂町駅から無料送迎バス「坂町シャトル」で約30分（シーズン中毎日運行。予約が必要な場合あり）[16]
  - JR米坂線越後下関駅から無料送迎バス「下関シャトル」で約15分（シーズン中毎日運行。予約が必要な場合あり）[16]
  - JR新潟駅南口から無料送迎バス「ワカブナスーパーシャトル」で約80分（期間限定。土曜のみ。要予約）[16]
- 車
  - 日本海東北自動車道荒川胎内ICから国道113号経由で約30分[16]